# 대한민국 민법 제810조
대한민국 민법 제810조는 중혼의 금지에 대한 민법조문이다.

## 조문
제810조(중혼의 금지) 배우자 있는 자는 다시 혼인하지 못한다.

第810條(重婚의 禁止) 配偶者 있는 者는 다시 婚姻하지 못한다.

## 판례
헌법재판소는 중혼을 이유로 혼인을 취소해 달라는 청구권에는 별도의 소멸시효나 제척기간이 없더라도 헌법에 위배되는 것은 아니라는 결정을 내렸다

## 참고 문헌
- 오현수, 일본민법, 진원사, 2014. ISBN 978-89-6346-345-2
- 오세경, 대법전, 법전출판사 , 2014 ISBN 978-89-262-1027-7
- 이준현 , LOGOS 민법 조문판례집, 미래가치, 2015. ISBN 979-1-155-02086-9

## 같이 보기
- 중혼
- 일부일처제
- 대한민국 민법 제818조